# Moncetz-l'Abbaye
Moncetz-l'Abbaye é uma comuna francesa na região administrativa do Grande Leste, no departamento de Marne. Estende-se por uma área de 6.95 km², e possui 93 habitantes, segundo o censo de 2018, com uma densidade de 13 hab/km².